# Sani Kaita
Sani Aruna Kaita (ur. 2 maja 1986 w Kano) – piłkarz nigeryjski grający na pozycji środkowego pomocnika.

## Kariera klubowa
Kaita pochodzi z miasta Kano i tam też zaczynał piłkarską karierę w klubie Kano Pillars FC. W 2005 roku zadebiutował w nigeryjskiej ekstraklasie, a już po pół roku jego talentem zainteresowali się menedżerzy europejscy. Początkowo miał przejść do FC Basel lub Rody Kerkrade, w końcu jednak podpisał 4-letni kontrakt z beniaminkiem Eredivisie, Spartą Rotterdam. W lidze holenderskiej zadebiutował 22 października 2005 roku w przegranym 2:3 domowym meczu z Rodą. Łącznie w całym sezonie 2005/2006 zagrał w 10 ligowych meczach i nieznacznie przyczynił się do utrzymania Sparty w lidze (14. miejsce). Od początku sezonu 2006/2007 również nie miał pewnego miejsca w składzie Sparty i do lata 2008 rozegrał tylko 22 spotkania dla tego klubu.
We wrześniu 2008 roku Kaita podpisał kontrakt z francuskim AS Monaco. W Ligue 1 zadebiutował 5 października w przegranym 0:2 wyjazdowym spotkaniu z AS Saint-Étienne. W 2009 roku został wypożyczony do rosyjskiego Kubania Krasnodar. 31 sierpnia 2010 ponownie wypożyczony, tym razem do ukraińskiego Metalista Charków. 31 stycznia 2011 kolejny raz wypożyczony, tym razem do greckiego Iraklisu Saloniki. 31 sierpnia 2011 przeniósł się do Tawrii Symferopol. Po zakończeniu sezonu 2011/12 opuścił krymski klub.
| Sezon   | Klub             | Kraj     | Rozgrywki              | Mecze | Bramki |
| ------- | ---------------- | -------- | ---------------------- | ----- | ------ |
| 2005    | Kano Pillars FC  | Nigeria  | Nigeria Premier League | ?     | ?      |
| 2005/06 | Sparta Rotterdam | Holandia | Eredivisie             | 10    | 0      |
| 2006/07 | Sparta Rotterdam | Holandia | Eredivisie             | 4     | 0      |
| 2007/08 | Sparta Rotterdam | Holandia | Eredivisie             | 8     | 0      |
| 2008/09 | AS Monaco        | Francja  | Ligue 1                | 3     | 0      |
| 2009    | Kubań Krasnodar  | Rosja    | Priemjer-Liga          |       |        |

## Kariera reprezentacyjna
W 2005 roku Kaita został powołany do młodzieżowej reprezentacji Nigerii U-20 na Młodzieżowe Mistrzostwa Afryki, jednak w ostatniej chwili wypadł ze składu na skutek kontuzji. Następnie wziął udział w Pucharze Jedności WAFU w Mali, a potem powołany do kadry młodzieżowej na Młodzieżowe Mistrzostwa Świata w Holandii. Tam był jednym z najlepszych piłkarzy drużyny, która wywalczyła wicemistrzostwo świata. W tym samym roku był kapitanem reprezentacji Nigerii, która rozegrała nieoficjalny sparing z Beninem. W meczu wygranym 6:0 grali tylko piłkarze z rodzimej ligi. Oficjalny debiut w reprezentacji Kaita zaliczył 17 sierpnia w wygranym 1:0 w Trypolisie meczu z Libią.
W 2006 roku był członkiem kadry na Puchar Narodów Afryki 2006. Zagrał tam tylko w jednym meczu – przegranym 0:1 półfinale z Wybrzeżem Kości Słoniowej. Nigeria ostatecznie zajęła 3. miejsce i Kaita mógł cieszyć się z brązowego medalu.
W 2008 roku został powołany do reprezentacji U-23 na Igrzyska Olimpijskie w Pekinie, gdzie Nigeria zdobyła srebrny medal. Znalazł się także w składzie na Mistrzostwa Świata w Piłce Nożnej 2010, gdzie w drugim meczu fazy grupowej z Grecją otrzymał czerwoną kartkę za kopnięcie bez piłki Wasilisa Torosidisa.